# Prowincja Owari
Owari (jap. 尾張国  Owari-no-kuni), nazywana również Bishū (尾州) – historyczna prowincja Japonii, która obecnie stanowi zachodnią część prefektury Aichi. Graniczyła z prowincjami Mino i Mikawa.

Mapa prowincji japońskich z zaznaczoną prowincją Owari

Historyczna stolica Owari znajdowała się w pobliżu współczesnego miasta Inazawa. Od 1612 roku główną siedzibą władcy tej prowincji był zamek Nagoya.

## Galeria

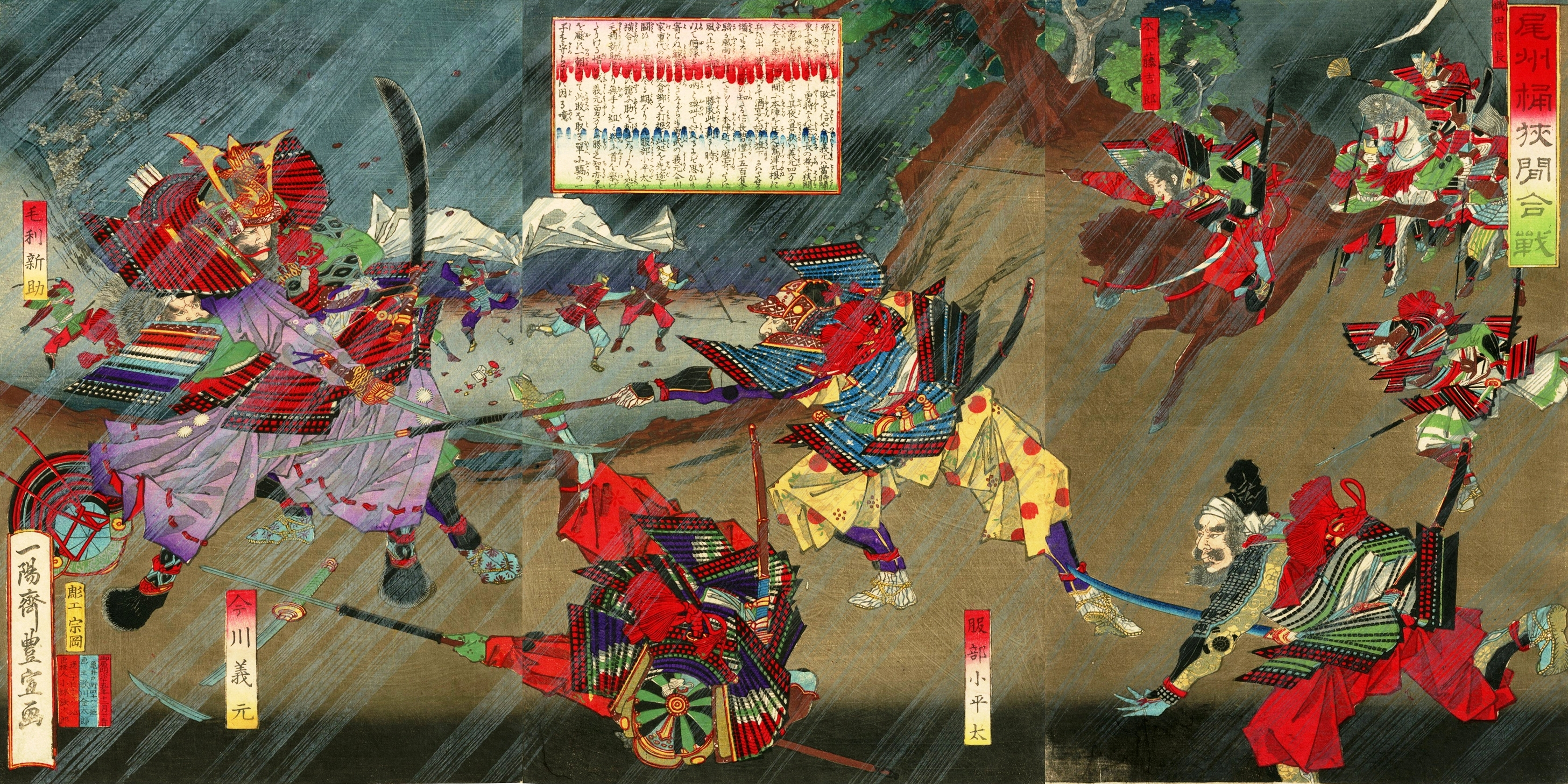
Toyonobu Utagawa (1859-1896), Bitwa w wąwozie Okehazama (1560), Nobunaga Oda (1534-1582) pokonał daimyō Yoshimoto Imagawę (1519-1560)
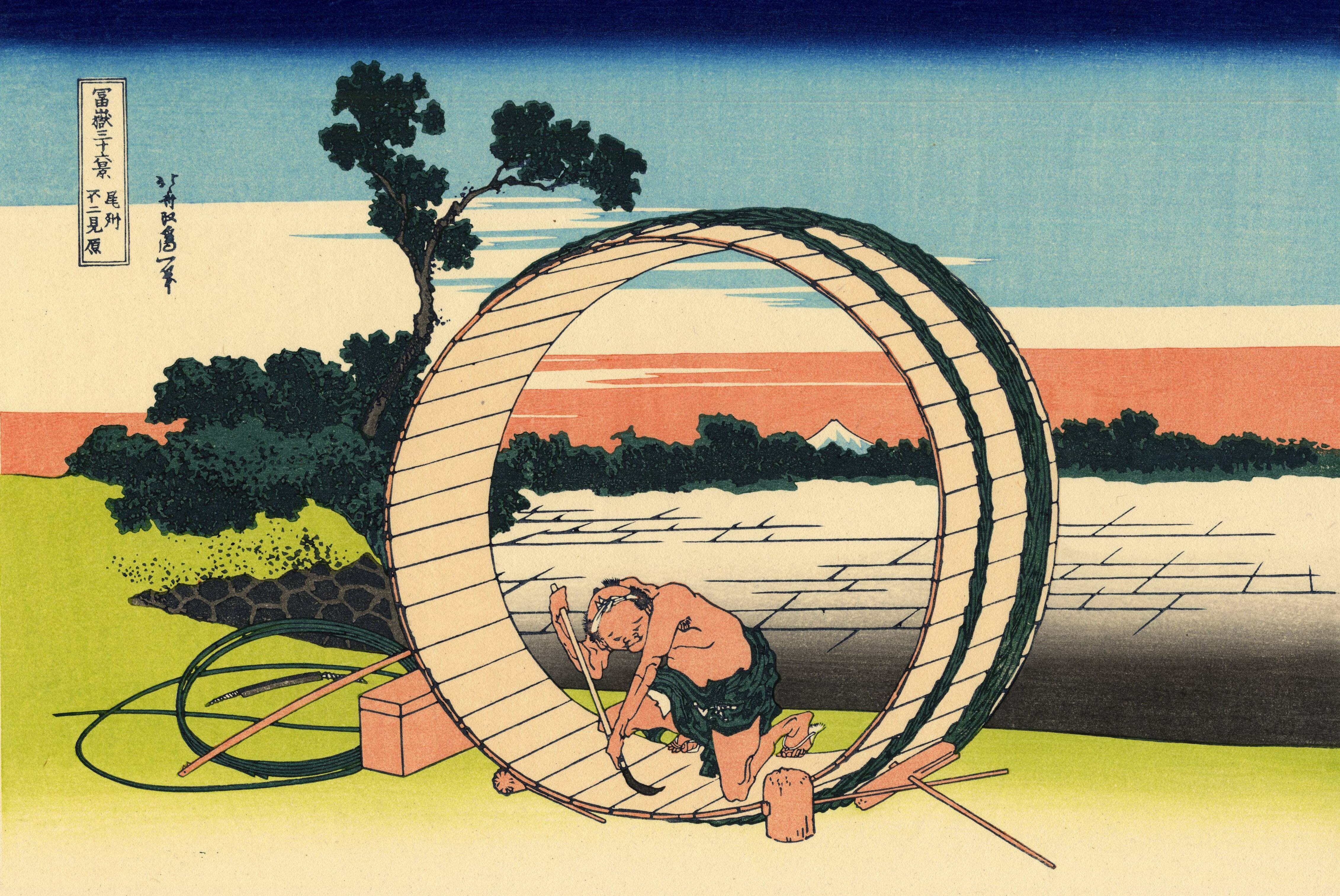
Hokusai Katsushika (1760-1849), Góra Fuji widziana z pól ryżowych prowincji Owari (ok. 1830)